# Solfjädervalv

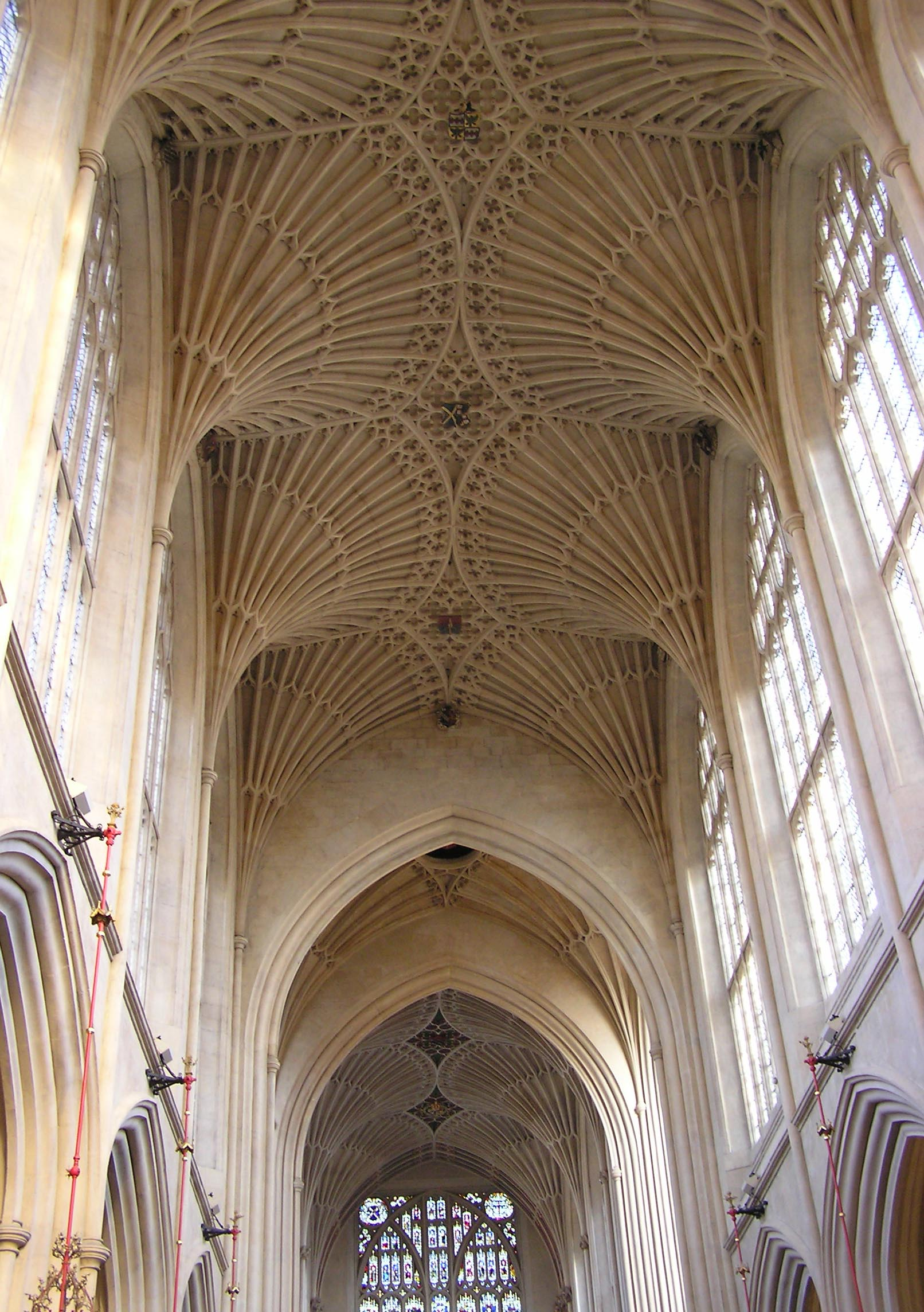
Solfjädersvalvet över långhuset i Bath Abbey, England, tillverkat av lokal kalksten, vid en viktoriansk restaurering (på 1860-talet) av det ursprungliga taket från 1608.

Solfjädervalv, typ av gotiskt ribbvalv, som består av från valvanfangerna solfjäderformigt (radiellt) utstrålande valvribbor med mellanliggande kappor av mindre format.
Initieringen och spridningen av detta konstruktionselement är starkt förknippat med England och världens största solfjädersvalv finns i King's College Chapel i Cambridge.
Det tidigaste exemplet på solfjädervalv är från omkring år 1351 och kan ses i korsgångarna i katedralen i Gloucester.
Liernevalvet i katedralen Barbastro i norra Spanien påminner mycket om ett solfjädervalv, men det bildar inte en perfekt konoid. John Harvey (1978) ser Katarina av Aragonien som en möjlig källa till engelskt inflytande i Aragonien.

## Solfjädervalvets tillkomst
Solfjädervalvet tillskrivs utvecklingen i Gloucester mellan 1351 och 1377, där det tidigaste kända överlevande exemplet är den östra korsgången i katedralen i Gloucester. Harvey (1978) antar att den östra korsgången i Gloucester färdigställdes under Thomas de Cantebrugge från byn Cambridge, Gloucestershire, som lämnade projektet 1364 för att arbeta med kapitelsalen vid Hereford-katedralen (som också tros ha varit solfjädervalv enligt en teckning av William Stukeley). De andra tre delarna av korsgången i Gloucester påbörjades 1381, möjligen under Robert Lesyngham.
Andra exempel på tidiga solfjädervalv finns runt Gloucester, vilket antyder aktiviteten hos flera 1300-talsmästare i den regionen. 

## Struktur
Ribborna i ett solfjädervalv är likformigt krökta och roterade på lika avstånd runt en central (vertikal) axel, och bildar den konoidform som ger upphov till namnet. Mellan sekvenser av konoider fyller platta centrala spandriller utrymmet. Enligt Leedy (1980) utvecklades solfjädervalvet i England (i motsats till Frankrike och andra centra för gotisk arkitektur) på grund av det sätt som engelska kryssribbvalv normalt konstruerades på. I ett engelskt kryssribbvalv läggs banorna vinkelrätt mot ribban medan de i Frankrike läggs vinkelrätt mot väggen.

## Byggnader med solfjädervalv

### Medeltid och tidig modern tid
- Gloucester Cathedral, korsgång, första solfjädervalvet påbörjat 1373 av Abbot Horton
- King's College Chapel, Cambridge, världens största solfjädervalv (1512–1515)
- Bath Abbey, Somerset, långhus och kor (restaurering från1860-talet, ursprungligen av William Vertue)
- Brasenose College, Oxford, kapelltak – ett spektakulärt exempel på solfjädervalv i gips
- Canterbury Cathedral, korsande torn av John Wastell, Henry VI:s kantorskapell
- Christ Church, Oxford, trappa till stora salen
- Church of St Andrew, Mells, Somerset, veranda[6]
- Church of St John the Baptist, Axbridge, Somerset, korsning[6]
- Church of St Peter and St Paul, Muchelney, Somerset, under tornet[6]
- Church of St. John the Baptist, Cirencester, Gloucestershire, veranda och norra kapellet
- Collegiate Church of St Mary, Warwick, Dean's Chapel
- Convocation House, Oxford
- Corpus Christi College, Cambridge, huvudporten
- Ely Cathedral, Bishop Alcock's kantorskapell
- Eton College Chapel (valvet är från 1958)
- Hampton Court Palace, huvudingång och orielfönster i stora hallen
- Henry VII's Lady Chapel, Westminster Abbey, London, 1503–1509[7] (med hängen av William Vertue)
- Lincoln's Inn Chapel, undercroft[8]
- Manchester Cathedral, under tornet
- Milton Abbey, Dorset, korsning (by William Smyth)[3]
- Peterborough Cathedral, Cambridgeshire, retrochoir
- Red Mount Chapel, King's Lynn
- Sherborne Abbey, Dorset, quire c. 1430, nave c. 1490 (av William Smyth)[3]
- St Andrew's Church, Cullompton, Devon, södra gången
- St Bartholomew's Church, Tong, Shropshire, kantorskapell[6]
- St David's Cathedral, Wales, Trinity Chapel
- St Mary Aldermary, London (av Christopher Wren)
- St Mary's Church, North Leigh, Oxfordshire, Wilcote kantorskapell[6]
- St Mary's Church, Ottery St Mary, Devon, gång
- St Stephen's korsgång vid Palace of Westminster (1529)[9]
- St. George's Chapel, Windsor, korsning, Urswick kantorskapell
- Tewkesbury Abbey, korsgång (endast ett skepp återstår)
- University College, Oxford, porthusvalv
- University Church of St Mary the Virgin, Oxford, veranda
- Wells Cathedral, korsning (av William Smyth)[3]
- Winchester Cathedral, Beaufort och Waynflete kantorskapell
- St. Mary’s Church, Putney, Bishop West chapel

|            |
| Bath Abbey |

|                                  |
| King's College Chapel, Cambridge |

|                      |
| Canterbury Cathedral |

|                                             |
| Church of St. John the Baptist, Cirencester |

|                                 |
| St. Andrew's Church, Cullompton |

|                      |
| Gloucester Cathedral |

|              |
| Milton Abbey |

|                  |
| Oxford Cathedral |

|                       |
| Christ Church, Oxford |

|                        |
| Peterborough Cathedral |

|                 |
| Sherborne Abbey |

|                                       |
| Collegiate Church of St Mary, Warwick |

|                                     |
| Henry VII Chapel, Westminster Abbey |

|                      |
| Winchester Cathedral |

### Gotisk återkomst
- Centre Block, Parliament of Canada, Ottawa
- Eastnor Castle, salong
- Grand Theatre, Leeds
- Harkness Tower, Yale University, New Haven, Connecticut, USA[10]
- House of Lords lobbier, kommittétrappa, i Westminsterpalatset
- John Rylands Library, baconcy, Manchester
- Middlesex Guildhall, Westminster
- Palau de la Música Catalana, Barcelona
- Basilica Minore de San Sebastián, Manila, Filippinerna
- St John's, Edinburgh
- St Mary's Church, Wellingborough, Northamptonshire
- Saint Patrick's Church, New Orleans, Louisiana, US (apsidal fan vault)
- Strawberry Hill, Twickenham, London
- Unitarian Church in Charleston, South Carolina, USA
- Washington National Cathedral, Washington, D.C., USA (Barnens kapell)
- Wills Memorial Building, University of Bristol
- Cathedral Basilica of Christ the King, Hamilton, Ontario

|                                              |
| Church of St. John the Evangelist, Edinburgh |

|                      |
| Grand Theatre, Leeds |

|                                                           |
| Confederation Hall, Canadian Parliament Buildings, Ottawa |

|                                   |
| Strawberry Hill House, Twickenham |